# ゲイル・キャリガー
ゲイル・キャリガー（Gail Carriger、本名：トーファ・ボレガード〔Tofa Borregaard〕、1976年5月4日 - ）は、考古学者、スチームパンク作家。

## 経歴
カリフォルニア州マリン郡ボリナスに、イギリス人の母親と気難しい父親との間に生まれた。同州サンラフェルのマリン・アカデミーの高校に通った。1998年にオベリン大学を卒業。2000年にはイングランドのノッティンガム大学で考古学の修士号を、2008年にカリフォルニア大学サンタクルーズ校で考古人類学の修士号を取得した。
2009年にオービット・ブックスから出版された処女作『アレクシア女史、倫敦で吸血鬼と戦う』（原題：Soulless ）はジョン・W・キャンベル新人賞にノミネートされた他、コンプトン・クルック賞、ローカス賞 第一長篇部門にもノミネートされた。SF専門雑誌『ローカス』は同作を推薦図書に追加した。2010年に出版された第2作目『アレクシア女史、飛行船で人狼城を訪う』（原題：Changeless ）は、ニューヨーク・タイムズのベストセラーリストに名を連ね、同年9月に出版された第3作目『アレクシア女史、欧羅巴で騎士団と遭う』（原題：Blameless）も同じくベストセラー入りした。2011年6月、第4作『アレクシア女史、女王陛下の暗殺を憂う』（原題：Heartless ）が、2012年3月、第5作『アレクシア女史、埃及で木乃伊と踊る 』（原題：Timeless ）が出版され、アレクシア女史が主人公の〈英国パラソル奇譚〉シリーズは全五部作として完結した。
第1作『アレクシア女史、倫敦で吸血鬼と戦う』はアメリカで漫画（アメコミではない日本風の「マンガ（manga）」）化されることも発表され、作者の公式サイトで漫画版の設定画などが公開されている。第一巻が、2012年春に刊行された。
また、五部作完結後には新たなシリーズ四部作〈Finishing School〉の開始が予告されており、これは〈英国パラソル奇譚〉より少し前のイギリスを舞台とした作品で、前シリーズの登場人物の若かりし頃も描かれるという。
キャリガーは2011年9月に、テキサス州ダラスでサイエンス・フィクションの集会“FenCon”に名誉ゲストとして参加した。キャリガーは、影響を受けた作家にP・G・ウッドハウス、ジェーン・オースティン、チャールズ・ディケンズらを挙げている。ヴィクトリア朝の旅行記にも影響を受けたと語っている。

## 作品

### 英国パラソル奇譚 (Parasol Protectorate)
| # | 邦題                                 | 原題       | 出版データ                                                    | 出版データ                                            |
| - | ------------------------------------ | ---------- | ------------------------------------------------------------- | ----------------------------------------------------- |
| 1 | アレクシア女史、倫敦で吸血鬼と戦う   | Soulless   | 2011年4月15日 早川書房〈ハヤカワ文庫〉 ISBN 978-4-15-020532-4 | 2009年10月7日 オービット・ブックス ISBN 0-316-05663-4 |
| 2 | アレクシア女史、飛行船で人狼城を訪う | Changeless | 2011年6月20日 早川書房〈ハヤカワ文庫〉 ISBN 978-4-15-020534-8 | 2010年4月1日 オービット・ブックス ISBN 0-316-07414-4  |
| 3 | アレクシア女史、欧羅巴で騎士団と遭う | Blameless  | 2011年12月8日 早川書房〈ハヤカワ文庫〉 ISBN 978-4-15-020540-9 | 2010年9月1日 オービット・ブックス ISBN 0-316-07415-2  |
| 4 | アレクシア女史、女王陛下の暗殺を憂う | Heartless  | 2012年4月10日 早川書房〈ハヤカワ文庫〉 ISBN 978-4-15-020542-3 | 2011年6月28日 オービット・ブックス ISBN 0-316-12719-1 |
| 5 | アレクシア女史、埃及で木乃伊と踊る   | Timeless   | 2012年9月20日 早川書房〈ハヤカワ文庫〉 ISBN 978-4-15-020548-5 | 2012年3月1日 オービット・ブックス ISBN 0-316-12718-3  |

### 英国空中学園譚 (Finishing School)
| # | 邦題                               | 原題                    | 出版データ                                                    | 出版データ                                                   |
| - | ---------------------------------- | ----------------------- | ------------------------------------------------------------- | ------------------------------------------------------------ |
| 1 | ソフロニア嬢、空賊の秘宝を探る     | Etiquette & Espionage   | 2013年2月8日 早川書房〈ハヤカワ文庫〉 ISBN 978-4-15-020551-5  | 2013年2月5日 リトル・ブラウン・ブックス ISBN 0-316-19008-X   |
| 2 | ソフロニア嬢、発明の礼儀作法を学ぶ | Curtsies & Conspiracies | 2013年12月6日 早川書房〈ハヤカワ文庫〉 ISBN 978-4-15-020560-7 | 2013年11月5日 リトル・ブラウン・ブックス ISBN 978-1907411601 |
| 3 | ソフロニア嬢、仮面舞踏会を密偵する | Waistcoats & Weaponry   | 2015年4月22日 早川書房〈ハヤカワ文庫〉 ISBN 978-4-15-020572-0 | 2014年11月4日 リトル・ブラウン・ブックス ISBN 9780316190275  |
| 4 | ソフロニア嬢、倫敦で恋に陥落する   | Manners & Mutiny        | 2017年2月23日 早川書房〈ハヤカワ文庫〉 ISBN 978-4-15-020587-4 | 2015年11月3日 リトル・ブラウン・ブックス ISBN 9780316190282  |

### 続・英国パラソル奇譚 (The Custard Protocol)
| # | 邦題                                     | 原題       | 出版データ                                                    | 出版データ |
| - | ---------------------------------------- | ---------- | ------------------------------------------------------------- | ---------- |
| 1 | プルーデンス女史、印度茶会事件を解決する | Prudence   | 2015年12月8日 早川書房〈ハヤカワ文庫〉 ISBN 978-4-15-020582-9 | 2015年     |
| 2 |                                          | Imprudence |                                                               | 2016年     |